# 內斯泰里夫齊 (特諾皮爾州)
49°41′56″N 25°22′10″E / 49.69889°N 25.36944°E
涅斯捷里夫齊（烏克蘭語：Нестерівці）是位於烏克蘭西部特諾皮爾州裏特諾皮爾區的村莊，距離科庫特基夫齊0.5公里，始建於1610年，面積1.74平方公里，2001年人口404。